# Hezihazam
Hezihazam (gr: ησυχια hesihia - mirovanje, tihovanje) je molitvena tradicija u pravoslavlju, koju koriste monasi hezihasti (gr: Ἡσυχαστής hesihastes). Ovaj način duhovnog života je pretežno zastupljen na Brdu Atosu. 
Hezihastička praksa započinje kajanjem i askezom za očišćenje duše i tijela od strasti, a nastavlja se neprestanim prakticiranjem unutarnje molitve srca. Plod takvog podviga je viđenje Božanskog svjetla, poput apostolskog na gori Tabor tijekom Isusovog preobraženja.

## Povijest
Hezihastičko preakticiranje kontemplativnog života se zasniva na riječi Evanđelja: "Kraljevstvo je Božje među vama" (Luka 17,21) i na savjetima apostola Pavla: "Molite se bez prestanka!" (1. Sol. 5,17), vuče korijene iz ranih monaških središta kršćanskog Istoka: Kapadocije, Egipta, Sinaja i Carigrada. U 13. i 14. stoljeću hezihazam je doživio značajan procvat kao širok monaško-crkveni pokret na Brdu Atosu, u Bizantu, na Balkanu i potom u Rumunjskoj i Rusiji. Neki zapadni teolozi ga smatraju "jedinim velikim mističnim pokretom u pravoslavlju".
Glavni nositelji hezihastičkog iskustva bili su, u stoljećima procvata, Šimun Novi Bogoslov (10.–11. st.), Grgur Sinajski (13.—14. st.) i Grgur Palama u (14. st.), s većim brojem sljedbenika u svim pravoslavnim narodima. S Atosa se u sljedećim stoljećima raširio po manastirima u Bugarskoj, Srbiji, Rusiji i Moldaviji, utječući ne samo na monaški nego i na liturgijski život.

### Hezihastički spor
U vrijeme pojave heizahzam, izazvao je brojne burne reakcije. Barlaam Kalabrijski, teolog i monah iz južne Italije, se usprotivio pokretu hezihazma i optužio za herezu učenje Grgura Palame, koji je branio hezihazam, tvrdeći da je spoznanje Boga čin iskustva. Grgur Palama govori o neposrednoj kontemplaciji Boga u vidu nestvorenih božanskih energija. Između Barlaama i Palame se vodila vatrena polemika. Protiv Barlaama, koji je oboženje svodio na podražavanje Boga, Palama navodi da je oboženje stvarno sudjelovanje, osobno komuniciranje s Bogom. Božja milost je prenošenje sile božije u naš život, ali i pored Božijeg prisustva u nestvorenim energijama, tajna božijeg bitka ostaje nepoznata. Spoznaja znači sjedinjenje s Bogom, prodiranje u unutrašnjost Boga koliko je dopušteno čovjeku, koji nikad ne može shvatiti i iscrpiti božanski bitak.
Pokrajinski sabori u Carigradu 1347. i 1351. godine, kojima predsjedava car Ivan VI. Kantakuzen, su i pored protivljenja pojedinih teologa, proglasili pravovjernost hezihazma i Palamine doktrine.
Teološke implikacije hezihastičkog duhovnog iskustva vrlo su značajne, jer vode neposrednom bogospoznanju, shodno kojem se Bog javlja svojim energijama, pri čemu svojom biti ostaje nedostupan.